# Ewald Breßlein
Ewald Breßlein (* 1925) ist ein ehemaliger deutscher Gewichtheber.

## Werdegang
Ewald Breßlein wuchs in Essen auf. Als Junge spielte er beim STV Horst-Emscher Fußball und erlernte in einer Kokerei den Beruf eines Schlossers. 1940 begann er beim VKSA Essen 1888 mit dem Gewichtheben und hatte dort in Adolf Wagner (Gewichtheber) und Karl Jansen hervorragende Lehrmeister. Das führte dazu, dass er 1942 deutscher Jugendmeister in der Klasse bis 55 kg Körpergewicht wurde. 1943 wurde er eingezogen und geriet bald in Gefangenschaft, aus der er 1948 entlassen wurde. Er begann wieder mit dem Gewichtheben und errang in den nächsten Jahren fünf deutsche Meistertitel im Bantam- und Federgewicht. Zu internationalen Erfolgen kam er indessen nicht.
Ewald Breßlein wurde am 13. Mai 1955 mit dem Silbernen Lorbeerblatt geehrt.

### Länderkämpfe
(Ba = Bantamgewicht, Fe = Federgewicht)
- 1950 gegen USA, Ba, 272,5 kg – Joseph DePietro, 282,5 kg;
- 1950 gegen USA, Ba, 262,5 kg – de Pietro, 285 kg;
- 1952 gegen Frankreich, Fe, 210 kg – Heral, 287,5 kg;
- 1952 gegen Iran, Fe, 297,5 kg – Tabatabei, 320 kg;
- 1953 gegen Österreich, Fe, 285 kg – Wimmer, 255 kg;
- 1954 gegen Schweden, Fe, 290 kg – Eriksson, 300 kg;
- 1955 gegen Frankreich, Fe, 287,5 kg – Monier, 172,5 kg

### Deutsche Meisterschaften
- 1948, 2. Platz, Fe, mit 282,5 kg, hinter Oswald Junkes, Trier, 290 kg und vor Max Sprügel, Regensburg, 275 kg;
- 1950, 1. Platz, Ba, mit 330 kg (VK), vor Josef Schuster, TSV 1860 München, 310 kg und Willi Dorawa, Hamborn, 302,5 kg;
- 1952, 1. Platz, Fe, mit 297,5 kg, vor Junkes, 295 kg und Sprügel, 287,5 kg;
- 1953, 1. Platz, Fe, mit 280 kg, vor Sprügel, 277,5 kg und Heckli, Augsburg, 265 kg;
- 1954, 1. Platz, Fe, mit 300 kg, vor Georg Miske, Leipzig, 285 kg und Werner Müller, Meißen, 277,5 kg;
- 1955, 1. Platz, Fe, mit 282,5 kg, vor Valdero, Kassel, 275 kg und Theo Cavelius, Hostenbach, 272,5 kg